# Cleyera
Cleyera é um género botânico pertencente à família Pentaphylacaceae.
1. ↑  «Cleyera — World Flora Online». www.worldfloraonline.org. Consultado em 19 de agosto de 2020